# Otchior
Otchior (en russe : Очёр), ou Otcher, est une ville du kraï de Perm, en Russie, et le centre administratif du raïon Otchiorski. Sa population s'élevait 14 088 habitants en 2013.

## Géographie
Otchior est située sur la rivière Otchior, un affluent de la Kama, à 92 km à l'ouest de Perm.

## Histoire
Otchior a été fondée en 1759 dans le cadre de la mise en place d'une usine sidérurgique par la famille d'entrepreneurs Stroganov. Elle a le statut de ville depuis 1950.
Près d'Otchior, un certain nombre d'importantes découvertes de fossiles de reptiles du Permien (en particulier de Therapsida) ont été faites, à partir de 1952.

## Population
Recensements (*) ou estimations de la population
| 1897* | 1926* | 1931  | 1959*  | 1970*  | 1979*  |
| ----- | ----- | ----- | ------ | ------ | ------ |
| 3 500 | 4 837 | 5 800 | 14 000 | 15 372 | 14 836 |

| 1989*  | 2002*  | 2010*  | 2012   | 2013   | - |
| ------ | ------ | ------ | ------ | ------ | - |
| 16 352 | 15 563 | 14 238 | 14 188 | 14 088 | - |